# Kuramathi
Kuramathi es la mayor de seis islas (con 2 km de largo) que pertenecen a un pequeño atolón conocido como atolón de Rasdu, subidivisión del atolón Alif Alif, perteneciente a las Maldivas y ubicado a pocas millas del atolón Ari. Kuramathi es una de las ocho islas del complejo vacacional de propiedad y gestionada por Universal Enterprises Limited, una compañía de Maldivas. 
Hay un banco de arena en el oeste de la isla que sólo es visible cuando la marea está baja. Geográficamente, la isla se encuentra a unos 56 kilómetros (35 millas) al suroeste de la capital del país, la isla de Malé, y se puede llegar a ella en 20 minutos en Hidroavión o con un traslado en barco de 90 minutos.